# Cittotaenia
Cittotaenia ist eine Gattung der Bandwürmer mit nahezu weltweiter Verbreitung. Es handelt sich um mittelgroße Bandwürmer, deren Adulte im Darmkanal von Vögeln und Hasenartigen parasitieren. Als Zwischenwirte dienen Moosmilben. Die Bandwurmglieder sind zwittrig. Der Hoden ist über das gesamte Mark verteilt, der Uterus besteht aus einer einzelnen oder doppelten querverlaufenden Röhre. Die Endwirte scheiden Bandwurmglieder oder Eier mit dem Kot aus. Nach Aufnahme durch Moosmilben wandern die Onkosphären in deren Leibeshöhle und entwickeln sich dort zu Cystizerkoiden. Die Aufnahme der infizierten Milben erfolgt beim Grasen.